# Bilderbergconferentie 2013
De Bilderbergconferentie van 2013 werd gehouden van 6 tot en met 9 juni 2013 in Engeland. De locatie was The Grove Hotel in Watford (Hertfordshire). Het was de 61ste conferentie.
Hieronder zijn de agenda en de namen van de deelnemers vermeld. Achter de naam van de opgenomen deelnemers staat de hoofdfunctie die ze op het moment van uitnodiging uitoefenden.

## Agenda
- Can the US and Europe grow faster and create jobs? (Kunnen de VS en Europa sneller groeien en banen creëren?)
- Jobs, entitlement and debt (Banen, recht en schuld)
- How big data is changing almost everything (Hoe extreem data praktisch alles verandert)
- Nationalism and populism (Nationalisme en populisme)
- US foreign policy (Buitenlandbeleid van de VS)
- Africa’s challenges (Afrika's uitdagingen)
- Cyber warfare and the proliferation of asymmetric threats (Cyberoorlog en de verspreiding van asymmetrische bedreigingen)
- Major trends in medical research (belangrijkste in medisch onderzoek)
- Online education: promise and impacts (online onderwijs: belofte en effecten)
- Politics of the European Union (Politiek in de Europese Unie)
- Developments in the Middle East (Ontwikkelingen in het Midden-Oosten)
- Current affairs (Actuele zaken)

## Deelnemers
| Land                | Naam                        | Functie |
| ------------------- | --------------------------- | --- |
| Frankrijk           | Castries, Henri de          | Voorzitter/directeur van AXA Group                                                                                                 |
| Duitsland           | Achleitner, Paul            | Voorzitter raad van toezicht bij Deutsche Bank AG                                                                                  |
| Duitsland           | Ackermann, Josef            | Bestuursvoorzitter Zurich Insurance Group                                                                                          |
| Verenigd Koninkrijk | Agius, Marcus               | ex-bestuursvoorzitter bij de Britse bank Barclays                                                                                  |
| Verenigd Koninkrijk | Alexander, Helen            | Bestuursvoorzitter, UBM plc |
| Verenigde Staten    | Altman, Roger C.            | Uitvoerend voorzitter, Evercore Partners                                                                                           |
| Finland             | Apunen, Matti               | Directeur Zaken en beleidorum EVA                                                                                                  |
| Verenigde Staten    | Athey, Susan                | Economieleraar Stanfordhogeschool voor bedrijfskunde                                                                               |
| Turkije             | Aydıntaşbaş, Aslı           | Columnist krant Milliyet |
| Turkije             | Babacan, Ali                | Staatssecretaris economische zaken en financiën                                                                                    |
| Verenigd Koninkrijk | Balls, Edward M.            | Shadow Chancellor of the Exchequer                                                                                                 |
| Portugal            | Balsemão, Francisco Pinto   | Bestuursvoorzitter en directeur IMPRESA                                                                                            |
| Frankrijk           | Barré, Nicolas              | Hoofdredacteur bij Les Echos |
| Portugal            | Barroso, José M. Durão      | Europese Commissievoorzitter |
| Frankrijk           | Baverez, Nicolas            | Partner, Gibson, Dunn & Crutcher LLP                                                                                               |
| Frankrijk           | Bavinchove, Olivier de      | Commander, Eurocorps |
| Verenigd Koninkrijk | Bell, John                  | Regius Professor of Medicine, University of Oxford                                                                                 |
| Italië              | Bernabè, Franco             | Chairman and CEO, Telecom Italia S.p.A.                                                                                            |
| Verenigde Staten    | Bezos, Jeff                 | Founder and CEO, Amazon.com |
| Zweden              | Bildt, Carl                 | Minister for Foreign Affairs |
| Zweden              | Borg, Anders                | Minister for Finance |
| Nederland           | Boxmeer, Jean-François van  | Bestuursvoorzitter/directeur Heineken N.V.                                                                                         |
| Noorwegen           | Brandtzæg, Svein Richard    | President and CEO, Norsk Hydro ASA                                                                                                 |
| Oostenrijk          | Bronner, Oscar              | Publisher, Der Standard Medienwelt                                                                                                 |
| Verenigd Koninkrijk | Carrington, Peter           | Former Honorary Chairman, Bilderberg Meetings                                                                                      |
| Spanje              | Cebrián, Juan Luis          | Executive Chairman, Grupo PRISA |
| Canada              | Clark, W. Edmund            | President and CEO, TD Bank Group                                                                                                   |
| Verenigd Koninkrijk | Clarke, Kenneth             | Member of Parliament |
| Denemarken          | Corydon, Bjarne             | Minister of Finance |
| Verenigd Koninkrijk | Cowper-Coles, Sherard       | Business Development Director, International, BAE Systems plc                                                                      |
| Italië              | Cucchiani, Enrico Tommaso   | CEO, Intesa Sanpaolo SpA |
| België              | Etienne Davignon            | Minister van Staat; ex-voorzitter Bilderbergconferenties                                                                           |
| Verenigd Koninkrijk | Davis, Ian                  | Senior Partner Emeritus, McKinsey & Company                                                                                        |
| Nederland           | Dijkgraaf, Robbert H.       | Director and Leon Levy Professor, Institute for Advanced Study                                                                     |
| Turkije             | Dinçer, Haluk               | President, Retail and Insurance Group, Sabancı Holding A.S.                                                                        |
| Verenigd Koninkrijk | Dudley, Robert              | Group Chief Executive, BP plc |
| Verenigde Staten    | Eberstadt, Nicholas N.      | Henry Wendt Chair in Political Economy, American Enterprise Institute                                                              |
| Noorwegen           | Eide, Espen Barth           | Minister of Foreign Affairs |
| Zweden              | Ekholm, Börje               | President and CEO, Investor AB |
| Duitsland           | Enders, Thomas              | CEO, EADS |
| Verenigde Staten    | Evans, J. Michael           | Vice Chairman, Goldman Sachs & Co.                                                                                                 |
| Denemarken          | Federspiel, Ulrik           | Executive Vice President, Haldor Topsøe A/S                                                                                        |
| Verenigde Staten    | Feldstein, Martin S.        | Professor of Economics, Harvard University; President Emeritus, NBER                                                               |
| Frankrijk           | Fillon, François            | Former Prime Minister |
| Verenigde Staten    | Fishman, Mark C.            | President, Novartis Institutes for BioMedical Research                                                                             |
| Verenigd Koninkrijk | Flint, Douglas J.           | Group Chairman, HSBC Holdings plc                                                                                                  |
| Ierland             | Gallagher, Paul             | Senior Counsel |
| Verenigde Staten    | Geithner, Timothy F.        | Former Secretary of the Treasury                                                                                                   |
| Verenigde Staten    | Gfoeller, Michael           | Politiek adviseur |
| Verenigde Staten    | Graham, Donald E.           | Voorzitter en directeur bij The Washington Post                                                                                    |
| Duitsland           | Grillo, Ulrich              | CEO, Grillo-Werke AG |
| Italië              | Gruber, Lilli               | Verslaggeefster - Boegbeeld van omroep La7                                                                                         |
| Spanje              | Guindos, Luis de            | Minister van economie en concurrentie                                                                                              |
| Verenigd Koninkrijk | Gulliver, Stuart            | Hoofddirecteur groep HSBC Holdings plc                                                                                             |
| Zwitserland         | Gutzwiller, Felix           | Lid van de Raad van Staten |
| Nederland           | Halberstadt, Victor         | Hoogleraar economie Universiteit Leiden ex-secretaris-generaal Bilderbergconferenties                                              |
| Finland             | Heinonen, Olli              | Senior Fellow, Belfer Center for Science and International Affairs, Harvard Kennedy School of Government                           |
| Verenigd Koninkrijk | Henry, Simon                | Financieel directeur bij Koninklijke Nederlandse Shell                                                                             |
| Frankrijk           | Hermelin, Paul              | Voorzitter/directeur van Capgemini groep                                                                                           |
| Spanje              | Isla, Pablo                 | Voorzitter/directeur van Inditex groep                                                                                             |
| Verenigde Staten    | Jacobs, Kenneth M.          | Chairman and CEO, Lazard |
| Verenigde Staten    | Johnson, James A.           | Chairman, Johnson Capital Partners                                                                                                 |
| Zwitserland         | Jordan, Thomas J.           | Chairman of the Governing Board, Swiss National Bank                                                                               |
| Verenigde Staten    | Jordan, Jr., Vernon E.      | Managing Director, Lazard Freres & Co. LLC                                                                                         |
| Verenigde Staten    | Kaplan, Robert D.           | Chief Geopolitical Analyst, Stratfor                                                                                               |
| Verenigde Staten    | Karp, Alex                  | Founder and CEO, Palantir Technologies                                                                                             |
| Verenigd Koninkrijk | Kerr, John                  | Onafhankelijk senator |
| Verenigde Staten    | Kissinger, Henry            | Voorzitter Kissinger Associates, Inc.                                                                                              |
| Verenigde Staten    | Kleinfeld, Klaus            | Chairman and CEO, Alcoa |
| Nederland           | Knot, Klaas                 | President van De Nederlandsche Bank                                                                                                |
| Turkije             | Koç, Mustafa V.             | Chairman, Koç Holding A.S. |
| Duitsland           | Koch, Roland                | CEO, Bilfinger SE |
| Verenigde Staten    | Kravis, Henry R.            | Co-Chairman and Co-CEO, Kohlberg Kravis Roberts & Co.                                                                              |
| Verenigde Staten    | Kravis, Marie-Josée         | Senior Fellow and Vice Chair, Hudson Institute                                                                                     |
| Zwitserland         | Kudelski, André             | Chairman and CEO, Kudelski Group                                                                                                   |
| Griekenland         | Kyriacopoulos, Ulysses      | Chairman, S&B Industrial Minerals S.A.                                                                                             |
| Frankrijk           | Lagarde, Christine          | Directeur Internationaal Monetair Fonds                                                                                            |
| Duitsland           | Lauk, Kurt J.               | Voorzitter van de economische raad bij CDU Berlijn                                                                                 |
| Verenigde Staten    | Lessig, Lawrence            | Roy L. Furman Professor of Law and Leadership, Harvard Law School; Director, Edmond J. Safra Center for Ethics, Harvard University |
| België              | Leysen, Thomas              | Bestuursvoorzitter KBC Group |
| Duitsland           | Lindner, Christian          | Party Leader, Free Democratic Party (FDP NRW)                                                                                      |
| Zweden              | Löfven, Stefan              | Party Leader, Social Democratic Party (SAP)                                                                                        |
| Duitsland           | Löscher, Peter              | President en CEO van Siemens AG |
| Verenigd Koninkrijk | Mandelson, Peter            | Chairman, Global Counsel; Chairman, Lazard International                                                                           |
| Verenigde Staten    | Mathews, Jessica T.         | President, Carnegie Endowment for International Peace                                                                              |
| Canada              | McKenna, Frank              | Chair, Brookfield Asset Management                                                                                                 |
| Verenigd Koninkrijk | Micklethwait, John          | Editor-in-Chief, The Economist |
| Frankrijk           | Montbrial, Thierry de       | President, French Institute for International Relations                                                                            |
| Italië              | Monti, Mario                | ex-minister-president |
| Verenigde Staten    | Mundie, Craig               | Senior-CEO-raadsman Microsoft Corporation                                                                                          |
| Italië              | Nagel, Alberto              | CEO, Mediobanca |
| Nederland           | Beatrix der Nederlanden     | ex-staatshoofd |
| Verenigde Staten    | Ng, Andrew Y.               | Co-Founder, Coursera |
| Finland             | Ollila, Jorma               | Chairman, Royal Dutch Shell, plc                                                                                                   |
| Verenigd Koninkrijk | Omand, David                | Visiting Professor, King's College London                                                                                          |
| Verenigd Koninkrijk | Osborne, George             | Chancellor of the Exchequer |
| Verenigde Staten    | Ottolenghi, Emanuele        | Senior Fellow, Foundation for Defense of Democracies                                                                               |
| Turkije             | Özel, Soli                  | Senior Lecturer, Kadir Has University; Columnist, Habertürk Newspaper                                                              |
| Griekenland         | Papahelas, Alexis           | Executive Editor, Kathimerini Newspaper                                                                                            |
| Turkije             | Pavey, Şafak                | Member of Parliament (CHP) |
| Frankrijk           | Pécresse, Valérie           | Member of Parliament (UMP) |
| Verenigde Staten    | Perle, Richard N.           | Resident Fellow, American Enterprise Institute                                                                                     |
| Verenigde Staten    | Petraeus, David H.          | Gepensioneerd general van Amerikaans leger                                                                                         |
| Portugal            | Portas, Paulo               | Minister van buitenlandse zaken |
| Canada              | Prichard, J. Robert S.      | Chair, Torys LLP |
| Luxemburg           | Reding, Viviane             | Vicevoorzitter gecommitteerde voor justitie, grond- en burgerrechten van de Europese Commissie                                     |
| Canada              | Reisman, Heather M.         | CEO, Indigo Books & Music Inc. |
| Frankrijk           | Rey, Hélène                 | Hoogleraar eonomie, London Business School                                                                                         |
| Verenigd Koninkrijk | Robertson, Simon            | Partner, Robertson Robey Associates LLP; Deputy Chairman, HSBC Holdings                                                            |
| Italië              | Rocca, Gianfelice           | Chairman,Techint Group |
| Polen               | Rostowski, Jacek            | Minister van financiën en vice-premier                                                                                             |
| Verenigde Staten    | Rubin, Robert E.            | Co-Chairman, Council on Foreign Relations; Former Secretary of the Treasury                                                        |
| Nederland           | Rutte, Mark                 | Minister-president |
| Oostenrijk          | Schieder, Andreas           | State Secretary of Finance |
| Verenigde Staten    | Schmidt, Eric E.            | Executive Chairman, Google Inc. |
| Oostenrijk          | Scholten, Rudolf            | Member of the Board of Executive Directors, Oesterreichische Kontrollbank AG                                                       |
| Portugal            | Seguro, António José        | Secretaris-generaal Socialistische Partij                                                                                          |
| Frankrijk           | Senard, Jean-Dominique      | CEO, Michelin Group |
| Noorwegen           | Skogen Lund, Kristin        | Director General, Confederation of Norwegian Enterprise                                                                            |
| Verenigde Staten    | Slaughter, Anne-Marie       | Bert G. Kerstetter '66 University Professor of Politics and International Affairs, Princeton University                            |
| Ierland             | Sutherland, Peter D.        | Chairman, Goldman Sachs International                                                                                              |
| Verenigd Koninkrijk | Taylor, Martin              | Former Chairman, Syngenta AG |
| Ivoorkust           | Thiam, Tidjane              | Group CEO, Prudential plc |
| Verenigde Staten    | Thiel, Peter A.             | President, Thiel Capital |
| Verenigde Staten    | Thompson, Craig B.          | President and CEO, Memorial Sloan-Kettering Cancer Center                                                                          |
| Denemarken          | Topsøe, Jakob Haldor        | Partner, AMBROX Capital A/S |
| Finland             | Urpilainen, Jutta           | Minister of Finance |
| Zwitserland         | Vasella, Daniel L.          | Honorary Chairman, Novartis AG |
| Verenigd Koninkrijk | Voser, Peter R.             | CEO, Royal Dutch Shell plc |
| Canada              | Wall, Brad                  | Premier of Saskatchewan |
| Zweden              | Wallenberg, Jacob           | Chairman, Investor AB |
| Verenigde Staten    | Warsh, Kevin                | Distinguished Visiting Fellow, The Hoover Institution, Stanford University                                                         |
| Canada              | Weston, Galen G.            | Executive Chairman, Loblaw Companies Limited                                                                                       |
| Verenigd Koninkrijk | Williams of Crosby, Shirley | Senator |
| Verenigd Koninkrijk | Wolf, Martin H.             | Chief Economics Commentator, The Financial Times                                                                                   |
| Verenigde Staten    | Wolfensohn, James D.        | Chairman and CEO, Wolfensohn and Company                                                                                           |
| Verenigd Koninkrijk | Wright, David               | Vice Chairman, Barclays plc |
| Verenigde Staten    | Zoellick, Robert B.         | Distinguished Visiting Fellow, Peterson Institute for International Economics                                                      |

1954 ·
1955 (1) ·
1955 (2) ·
1956 ·
1957 (1) ·
1957 (2) ·
1958 ·
1959 ·
1960 ·
1961 ·
1962 ·
1963 ·
1964 ·
1965 ·
1966 ·
1967 ·
1968 ·
1969 ·
1970 ·
1971 ·
1972 ·
1973 ·
1974 ·
1975 ·
(1976) ·
1977 ·
1978 ·
1979 ·
1980 ·
1981 ·
1982 ·
1983 ·
1984 ·
1985 ·
1986 ·
1987 ·
1988 ·
1989 ·
1990 ·
1991 ·
1992 ·
1993 ·
1994 ·
1995 ·
1996 ·
1997 ·
1998 ·
1999 ·
2000 ·
2001 ·
2002 ·
2003 ·
2004 ·
2005 ·
2006 ·
2007 ·
2008 ·
2009 ·
2010 ·
2011 ·
2012 ·
2013 ·
2014 ·
2015 ·
2016 ·
2017 ·
2018 ·
2019 ·
2020 ·
2021 ·
2022 ·
2023